# Гасан-бек Агаларов
Гасан-бек Агаларов (азерб. Həsən bəy Ağalarov; 1812, Тифліс, Російська імперія — 1883, там же) — російський військовий діяч азербайджанського походження, генерал-лейтенант. Став першим азербайджанцем, нагородженим орденом св. Георгія безпосередньо під час воєнних дій (відзначився у битві біля Дебрецена 21 липня 1849 року під час придушення Угорського повстання 1848—1849 років).

## Біографія

Портрет Гасан-бек Агаларова. Худ. Я. К. Каневський, Варшава, 1856, Музей історії Азербайджану.

Народився в Тифлісі у знатній родині. Загальну освіту здобув у Тифліській гімназії. У службу вступив 1834 року в Закавказький кінно-мусульманський полк.
У складі відрядженого до Варшави у листопаді 1834 року Закавказького кінно-мусульманського полку поряд зі штабскапітаном Куткашенським Ісмаїл-беком, поручником Бакіхановим Джафар-Кулі-ага (молодший брат Аббас-Кулі-ага Бакіханова), був і прапорщик (в чині з 8 жовтня 1935 року) Гасан-бек Агаларов.
1840 року штабскапітан за відмінну службу нагороджений Орденом святого Станіслава III ступеня. 1849 року Закавказький кінно-мусульманський полк у боях за Дебрецен під час придушення Угорського повстання розгромив угорських повстанців і заволодів чотирма гарматами супротивника. За цей бій полк вшанований Георгіївським стягом. За надану в бою відвагу помічник командира полку полковник Гасан-бек Агаларов 28 серпня 1849 року нагороджений орденом святого Георгія IV ступеня (№ 8147 за кавалерським списком Григоровича-Степанова).

З нагородного представлення головнокомандувача чинної армії генерал-фельдмаршала Паскевича:
У битві з бунтівними Угорцями при м. Дебречині, 21 Липня 1849 р., перебуваючи з трьома сотнями Закавказького Кінно-Мусульманського полку на лівому фланзі, при здійсненій атаці з особливим самозреченням кинувся на ворожу піхоту і знищив її повністю, причому відбив дві гармати і зарядний ящик; потім, переслідуючи ворога через місто, взяв 300 полонених і весь обоз.
1852 року полковник Гасан-бек Агаларов призначений командиром Закавказького кінно-мусульманського полку.
17 квітня 1857 року підвищений до генерал-майора, зі станом при Окремому кавказькому корпусі. 8 листопада 1877 року «За відмінність у справах проти ворога». Підвищений до генерал-лейтенанта, зі станом при Кавказькій армії.

Дружив з багатьма видними представниками Тифлісу. Серед них генерал Ісрафіл-бек Едігаров, генерал Ісмаїл-бек Куткашенський, перекладач та радник намісника Агабек Агаларов, драматург Мірза Фаталі Ахундов і поет Касим-бек Закір, якому генерал допоміг, коли того заслали. Сам поет в одному зі своїх творів (азерб.) згадує Агаларова як добру людину та хороброго воїна:
Həvadisi-dövran gərdişi-fələk,

Salmışdı binəyə kəbki yepələk:

Tülək tərlan kimi, qafil Həsən bəy,

Şığıyıb çənginə götürdü bayaq.

## Нагороди
Серед інших нагород мав ордени:
- Орден святого Станіслава 3-го ступеня (1840)
- Орден святого Георгія 4-го ступеня (1849)
- Орден святого Володимира 3-го ступеня (1860)
- Орден святого Станіслава 1-го ступеня для мусульман встановлений (1863)
- Орден святої Анни 1-го ступеня для мусульман встановлений (1871)
- Орден святого Володимира 2-го ступеня з мечами (1878)

- Австрійський орден Залізної Корони 2-го ступеня (1850)
- Австрійський орден Леопольда 2 ступеня (1853)
- Прусський орден Червоного орла 3-го ступеня (1853)

## Сім'я
Був одружений з Біке-ага Ахмед-хан кизи Джеваншир. Мав сина Давуд-ага та дочку Марія-ханим. Нащадками його роду є відомий радянський боксер, заслужений майстер спорту СРСР, заслужений тренер СРСР Аббас Агаларов та його брат оперний вокаліст, народний артист СРСР Ідріс Агаларов.